# Dynastia
Dynastia (gr. dynasteia – władza od dýnamis ‘siła; władza’) – szereg władców z jednego rodu (książąt, królów lub cesarzy), lub sam ród, z którego oni pochodzą. Termin stosuje się, gdy przynajmniej dwie osoby pochodzące z tej samej rodziny panują bezpośrednio po sobie lub z niewielkimi przerwami. Zdarzały się też dynastie zupełnie niespokrewnionych władców (np. dynastia Antoninów lub egipskich Mameluków). Dynastia rządząca aktualnie w danym państwie to dom panujący (tak więc np. dawniej Dom Habsburgów, czy współcześnie Dom Windsorów w krajach Commonwealth realm lub Dom Burbonów w Hiszpanii).
Pierwsze dynastie pojawiły się już we wczesnej starożytności (m.in. w Egipcie w XXX wieku p.n.e.), ale z pewnością już wiele tysięcy lat wcześniej istniał zwyczaj przekazywania władzy w ramach jednego rodu (najczęściej z ojca na syna). Dynastia może sprawować władzę nad jednym, jak i kilkoma krajami (np. Jagiellonowie rządzili jednocześnie w Polsce, na Litwie, w Czechach i na Węgrzech).
Dynastia wymiera w momencie śmierci ostatniego męskiego potomka rodu. Niekiedy jednak udaje się zachować ciągłość dynastii. Przykładem jest dynastia Habsburgów, z których to pochodząca cesarzowa Maria Teresa Habsburżanka, po ślubie z Franciszkiem Stefanem z dynastii rządzącej Lotaryngią, zapoczątkowała z mężem dynastię habsbursko-lotaryńską. Podobna sytuacja występuje w dynastii Grimaldi, która już kilka razy wymarła w linii męskiej. Zgodnie jednak ze statusem rodu, mąż następczyni tronu jest zobowiązany przyjąć nazwisko Grimaldii. Także w Luksemburgu nie zmieniono nazwy dynastii, po wygaśnięciu w linii męskiej rodu Nassau-Weilburg. Obecni członkowie rodu wielkoksiążęcego, są faktycznie przedstawicielami dynastii Burbonów, z linii parmeńskiej.

## Linie boczne
Dynastie posiadają często kilka linii bocznych, wywodzących się od różnych przedstawicieli danego rodu. Boczne linie danego rodu najczęściej z czasem tworzą odrębne dynastie. Przykładowo rządząca m.in. w Wielkiej Brytanii – dynastia Windsorów, jest faktycznie dynastią Koburgów (Sachen-Coburg-Gotha), która jest boczną linią dynastii Wettynów. Francuskie dynastie Burbonów, Walezjuszów i Andegawenów to boczne linie dynastii Kapetyngów.

## Rodziny niemonarchiczne
Termin ten jest również współcześnie stosowany w państwach demokratycznych jako potoczne określenie rodzin, w których kilka pokoleń zajmuje się jakąś dziedziną, np. polityką. Przykładowo: rodziny Kennedych i Bushów w USA.

## Znane dynastie i rody panujące
lista przedstawia dynastie i rody panujące oraz ich linie boczne pogrupowane wedle porządku historycznego i geograficznego; w nawiasach daty oraz kraje aktywności; pogrubiono obecne panujące dynastie

### starożytne
babilońskie:
- dynastia starobabilońska (I dynastia z Babilonu)
- I dynastia z Kraju Nadmorskiego (II dynastia z Babilonu)
- dynastia kasycka (III dynastia z Babilonu)
- II dynastia z Isin (IV dynastia z Babilonu)
- II dynastia z Kraju Nadmorskiego (V dynastia z Babilonu)
- dynastia z plemienia Bit-Bazi (VI dynastia z Babilonu)
- dynastia elamicka (VII dynastia z Babilonu)
- dynastia E (VIII i IX dynastia z Babilonu)
- X dynastia (asyryjska)
- dynastia chaldejska (XI dynastia z Babilonu)

perskie:
- Achemenidzi
- Tahirydzi
- Sasanidzi

armeńskie:
- Artaksydowie (Artaszesydzi) (II–I wiek p.n.e.)
- Arsacydzi (III wiek p.n.e.)

helleńskie:
- Temenidzi (macedońska)
- Attalidzi (pergamońska; III–II wiek p.n.e.)
- Argeadzi (macedońska; IX–IV wiek p.n.e.)
- Antypatrydzi (macedońska; IV–III wiek p.n.e.)
- Antygonidzi (macedońska; IV–II wiek p.n.e.)
- Mitrydatydzi (Pont; IV–I wiek p.n.e.)
- Seleucydzi (helleńska; IV–I wiek p.n.e.)
- Ptolemeusze (macedońska; Egipt; IV wiek p.n.e. – I wiek n.e.)

rzymskie:
- julijsko-klaudyjska (I wiek p.n.e. – I wiek n.e)
- Flawiusze (I w.)
- Antoninowie (I–II w.)
- Sewerowie (II–III w.)

### Europejskie
angielskie
- Wuffingowie (Anglia Wschodnia; VI-VIII w.)
- Plantageneci (pochodzenia francuskiego; Anglia, Andegawenia, Normandia, Akwitania, Bretania; XII–XV w.)
  - Lancasterowie (Anglia, Francja; XV w.)
    - Beaufortowie

  - Yorkowie (Anglia; XV w.)
- Tudorowie (pochodzenia walijskiego; Anglia, Walia; XV–XVII w.)

armeńskie
- Bagratydzi (Armenia; IX–XI w.)
- Rubenidzi (Armenia Mała; XI–XIII w.)

bizantyjskie
- Dynastia macedońska
- Komnenowie
- Laskarysowie (Cesarstwo Nicejskie; XIII w.)
- Paleologowie

chorwackie
- Trpimirowicze (Chorwacja; IX–XI w.)

czeskie
- Przemyślidzi (Czechy, Węgry, Polska, Austria, Styria, Karyntia, Kraina; IX–XIV w.)
  - Przemyślidzi Opawscy (książęta opawsko-raciborscy; XIII–XVI w.)
- Podiebradowie (Czechy, księstwa śląskie; XV–XVII w.)

duńskie
- Skjoldungowie (Dania, Norwegia, Anglia; X–XI w.)
- Estridowie (Dania, Norwegia, Szwecja; XI–XIV w.)

frankijskie
- Etychonidzi
- Merowingowie (państwo Franków; V-VIII w.)
- Pepinidzi (VII-VIII w.)
  - Karolingowie (państwo Franków, Włochy, Niemcy; VIII–XI w.)
    - Herbertyni (Vermandois, VIII–X w.)
- Robertynowie (Robertyni) (państwo Franków zachodnich, Burgundia; VIII–XI w.)
  - Poponidzi (Turyngia)
    - Babenbergowie (nie mylić z austriackimi Babenbergami)

  - Kapetyngowie (patrz niżej – francuskie)

francuskie
- Albret (hrabstwo Dreux, Nawarra)
- z Amboise
- Andegawenowie (Andegawenia, Królestwo Jerozolimskie; XI–XII w.)
  - Plantageneci (patrz dynastie angielskie)
- Bonapartowie (pochodzenia włoskiego; Francja, Włochy, Hiszpania, Holandia; XIX w.)
- Foix (hrabstwo Foix, Nawarra)
- Girardyni
- Ingelgerowie (Andegawenowie) (Andegawenia; X–XI w.)
- Kapetyngowie (Francja, Nawarra)
  - dynastia burgundzka (Burgundia, Portugalia)
    - Avizowie (Portugalia)
      - Bragança (Portugalia, Brazylia)

  - Andegawenowie (Anjou) (Andegawenia, Neapol i Sycylia, Albania, Węgry, Chorwacja, Polska)
  - de Drex (hrabstwo Dreux, Bretania, Montpensier)
    - Montfort (Bretania)

  - Évreux (Nawarra)
  - Walezjusze (Francja, Nawarra, Mediolan, Polska, Litwa)
    - Walezjusze andegaweńscy (Andegawenia, Neapol, Prowansja)
    - Walezjusze burgundzcy (Burgundia, Niderlandy)
      - Walezjusze burgundzcy-Nevers (Nevers)

    - Walezjusze orleańscy (Orlean)
      - Walezjusze orleańscy-Angoulême (Angoulême)

  - Burbonowie (Francja, Nawarra, Hiszpania, Neapol i Sycylia, Toskania, Parma)
    - Kondeusze
- Lusignan (Lusignan, Cypr, Królestwo Jerozolimskie)
- dynastia normandzka (pochodzenia Skandynawskiego; Normandia, Anglia, Flandria; IX–XII w.)
- z Vaudémont (Lotaryngia)
  - Gwizjusze

gruzińskie
- Bagratydzi (Gruzja; IX–XIX w.)

irlandskie
- Ui Nèill

litewskie
- Skirmuntowicze (Litwa; XIII w.)
- Giedyminowicze (Litwa; XIII–XIV w.)
  - Jagiellonowie (Litwa, Polska, Czechy, Węgry XIV–XVI w.)

niemieckie
- Agilolfingowie (państwo Bawarów; VI-VII w.)
- Askańczycy (dynastia Anhalt) (Brandenburgia, Saksonia, Anhalt; XI–XX w.)
  - Anhalt-Zerbst (Anhalt, Rosja; XV–XVIII w.)
  - Anhalt-Bernburg (kilka linii o tej nazwie)
  - Anhalt-Köthen (kilka linii o tej nazwie)
  - Anhalt-Dessau
- Dynastia z Cilli (Hrabstwo Celje; XV–XII w.)
- Nassau (Nassau, XII-)
  - Nassau-Orange (Niderlandy (Holandia), Luksemburg, Anglia, Szkocja; XII-)
  - Nassau-Weilburg (Rzesza, Nassau, Luksemburg; XII-)
- Habsburgowie (Austria, Styria, Karyntia, Niemcy, Czechy, Węgry, Chorwacja, Hiszpania (Kastylia i Aragonia), Niderlandy, Neapol i Sycylia, Sardynia, Portugalia; X–XVIII w.)
  - Habsburgowie Lotaryńscy (Austro-Węgry, Niemcy, Meksyk, Toskania, Modena, Parma, Neapol i Sycylia, Niderlandy austriackie; XVIII–XX w.)
- Hohenstaufowie (Rzesza, Królestwo Jerozolimskie XII–XIII w.)
- Hohenzollernowie (Niemcy, Prusy; XI–XX w.)
  - Hohenzollern-Sigmarinen (księstwo Hohenzollern-Sigmaringen, Rumunia XVI–XX w.)
  - Hohenzollern-Hechingen (księstwo Hohenzollern-Hechingen; XVI–XIX w.)
- Oldenburgowie (Oldenburg, Dania, Szwecja, Norwegia; XII- w.)
  - Holstein-Gottorp (Oldenburg, Norwegia, Szwecja; XVI–XX w.)
    - Holstein-Gottorp-Romanow (Rosja; XVIII–XX w.)

  - Schleswig-Holstein-Sonderburg (Szlezwik-Holsztyn; XVII–XIX w.)
    - Schleswig-Holstein-Sonderburg-Glücksburg (Glücksburgowie) (Dania, Norwegia, Grecja, Islandia; od XIX w.)
- Luitpoldingowie (Bawaria, Karyntia; IX–X w.)
  - Babenbergowie (Austria, Styria, Bawaria; X–XII w.)
- Luksemburgowie (Niemcy, Czechy, Węgry; X–XV w.)
- Konradyni (Frankowie Wschodni, Frankonia VIII–XI w.)
- dynastia frankońska (salicka) (Niemcy; XI–XII w.)
- Schaumburgowie (Szlezwik-Holsztyn; XII–XV w.)
- Welfowie (Rzesza, Burgundia)
  - dynastia hanowerska (Hanower, Wielka Brytania, Irlandia)
- Wettynowie (Saksonia, Turyngia, Polska, Litwa)
  - Koburgowie (Saksonia-Coburg-Gotha, Wielka Brytania)
    - Dynastia windsorska (Wielka Brytania)
- Wirtembergowie (Wirtembergia, Litwa)
- Wittelsbachowie (Bawaria, Bawaria, Czechy, Grecja, Dania, Szwecja, Norwegia; XII–XX w.)
- Dynastia Wilhelmidów

norweskie
- ród króla Haralda (XI–XII w.)
- ród króla Sverrego (XII–XIV w.)

polskie
- Piastowie (Polska, Czechy, Ruś halicko-włodzimierska)
- Sobiesławice (Pomorze Gdańskie)
- Gryfici (Pomorze Zachodnie, Rugia, Dania, Szwecja, Norwegia)

rosyjskie
- Rurykowicze (pochodzenia skandynawskiego; Ruś kijowska, Rosja; IX–XVII w.)
  - Szujscy (ród bojarski)
- Romanowowie (Rosja, Polska, Finlandia; XVII–XX w.)

serbskie
- Nemanicze (Serbia; XII–XIV w.)
- Obrenowicze (Serbia; XIX–XX w.)
- Karadziordziewicze (Serbia, Jugosławia; XIX–XX w.)

szkockie
- Alpinowie (Szkocja, IX–XI w.)
- Dunkeld (Szkocja, XI–XIII w.)
- Balliolowie (Szkocja, XIII w.)
- Bruce (Szkocja; XIV w.)
- Stuartowie (Szkocja, Anglia, Wielka Brytania, XIV–XVIII w.)

szwedzkie
- Englingerowie (Szwecja; X–XI w.)
- Stenkilowie
- Swerkerydzi (Szwecja; XII–XIII w.)
- Erykidzi (Szwecja; XII–XIII w.)
- Ynglingowie (Szwecja, Norwegia; V–XI w.)
- Folkungowie (Szwecja, Norwegia; XIII–XIV w.)
- Bernadotte (pochodzenia francuskiego; Szwecja, Norwegia; od XIX w.)
- Wazowie (Szwecja, Polska, Litwa, Rosja; XVI–XVII w.)

węgierskie
- Arpadowie (Węgry, Chorwacja, Bośnia, Ruś halicko-włodzimierska, IX–XIV w.)
- Hunyady (Węgry, Chorwacja; XV w.)
- Zápolyowie (Węgry, Chorwacja, Siedmiogród; XV–XVI w.)

włoskie
- Medyceusze (Toskania, papiestwo; XV–XVIII w.)
- Sabaudczycy (Sabaudia, Włochy, Hiszpania, Chorwacja, Albania X–XX w.)
- Visconti (Mediolan; XIII–XV w.)
- Sforza (Mediolan; XV–XVI w.)

### Islamskie
arabskie
- Haszymici – do tego rodu należał prorok Mahomet; dynastie wywodzące się od Mahometa, lub jego najbliższych krewnych:
  - Umajjadzi (kalifat, imperium arabskie, Al-Andalus; VII–XI w.)
  - Abbasydzi (kalifat, imperium arabskie; VIII–XIII w.)
  - Fatymidzi (Egipt, Północna Afryka; X–XII w.) (pochodzenie podważane)
  - Szarifowie (Hidżaz; X–XX w.)
  - Idrysydzi (Maroko; VIII–X w.)
  - Alawici (Maroko; od XVII w.)
- Muhallabidzi (Ifrikijja; VIII w.)
- Hamdanidzi (Dżezira, Syria; IX–X w.)
- Aghlabidzi (Ifrikijja; IX–X w.)
- Almohadzi (Maghreb, Andaluzja; XII–XIII w.)
- Ichszydydzi (Egipt, Syria, Palestyna, Hidżaz; X w.)
- Kalbidzi (Sycylia; X–XI w.)
- Saadyci (Maroko; XVI–XVII w.)
- Saudowie (Półwysep Arabski; XVIII–XX w.)

tureckie
- Tulunidzi (Egipt; IX–X w.)
- Anuszteginidzi (Azja Środkowa, Iran; XI–XIII w.)
- Ghaznawidzi (Azja Środkowa, północne Indie; X–XI w.)
- Osmanowie (dynastia osmańska) (Imperium Osmańskie)
- Seldżucy (Azja Zachodnia; XI–XIV w.)
- Zengidzi (pn. Irak, Syria; XII–XIII w.)

turkmeńskie
- Artukidzi (Diyarbakır; XII–XV w.)
- Daniszmendydzi (centralna i północna Anatolia; XI–XII w.)

mongolskie
- Gerejowie (Chanat Krymski)
- Timurydzi (XIV–XVI w.)

perskie/irańskie
- Saffarydzi (Sistan, wschodnia Persja; IX–XI w.)
- Bujidzi (zachodni Iran i Irak; X–XI w.)
- Safawidzi (Persja – 1501–1722)
- Afszarydzi (Persja – 1736–1749)
- Zandowie (Persja – 1750–1794)
- Kadżarowie (Persja: 1794–1925; pochodzenia turkmeńskiego)
- Pahlawi (Persja/Iran – 1925–1979)

pasztuńskie (afgańskie)
- Hotaki (XVIII w.)
- dynastia Durrani (Imperium Durrani – 1747–1826, 1839–1842)
- dynastia Barakzai (Afganistan – 1818–1973)

berberyjskie
- Rustamidzi (środkowy Maghreb; VIII–X w.)
- Almorawidzi (Maghreb; XI–XII w.)
- Marynidzi (Maroko; XII–XV w.)
- Wattasydzi (Maroko; XV–XVI w.)
- Hafsydzi (Tunezja; XIII–XVI w.)
- Abdalwadydzi (Algieria; XIII–XVI w.)

półwysep iberyjski
- Nasridowie (Grenada XIII–XV w.)
- Zirydzi (Grenada; XI w.)

pozostałe
- Ajjubidzi (pochodzenia kurdyjskiego; Egipt, Syria, Jemen, Górna Mezopotamia; XII–XIV w.)
- dynastia mamelucka (Egipt: 1250–1517)

### Indyjskie
- Guptowie (Indie, Pakistan, Bangladesz; IV-VIII w.)
- Maurjowie (pn. Indie; IV–II wiek p.n.e.)
- Mogołowie (pn. Indie; XVI–XIX w.) (pochodzenia mongolskiego)
- Szah (nepalska)
- Pallawowie (pd. Indie; IV–IX w.)

### Dalekiego Wschodu
chińskie
- Xia (Chiny; XX–XVII wiek p.n.e.)

- Shang (Chiny; XVII–XI wiek p.n.e.)
- Zhou (Chiny; XI–III wiek p.n.e.)
- Qin (Chiny; III wiek p.n.e.)
- Han (Chiny; III wiek p.n.e. – II wiek n.e.)
- Sui (Chiny; VI-VIII w.)
- Tang (Chiny; VIII–X w.)
- Song (Chiny; X–XIII w.)
- Yuan (Chiny; XIII–XIV w.; w Mongolii do XVII w.) (pochodzenia mongolskiego)
- Ming (Chiny; XIV–XVII w.)
- Qing (Chiny; XVII–XX w.) (pochodzenia mandżurskiego)

dżurdżeńskie
- Jin (pn.-wsch. Chiny; XII–XIII w.)

koreańskie
- Wang (Goguryeo)
- Yi (Gojoseon)

japońska
- Yamato (jedyna dynastia japońska, panuje do dziś)

syjamska
- Rama

## Wybrana literatura
- Słownik Dynastii Europy, pod red. J. Dobosza i M. Serwańskiego, Poznań 1999.
- Dynastie Europy, wyd. Ossolineum, Wrocław – Warszawa – Kraków 2003.
- Morby John, Dynastie świata. Przewodnik chronologiczny i genealogiczny, Kraków 1995.